# Ковылкин
Ковылкин — хутор в Тацинском районе Ростовской области России. Входит в состав Ковылкинского сельского поселения.

## География
Расположен в 15 км к северо-востоку от станицы Тацинской, в верховьях балки Ковылкиной (бассейн Быстрой).  На северо-востоке граничит с ЗАО «Борец» Морозовского района, на юго-востоке с х. Крылов, на юго-западе с х. Бабовня, на западе с х. Луговой.

## История
Образован в 1905 году с начала строительства железной дороги. 

В 1932 году входил в состав Коминтерновского сельсовета.

## Население
| 2010 |
| ---- |
| 791  |

## Инфраструктура
Личное подсобное хозяйство с зоной сельскохозяйственного использования, индивидуальная застройка усадебного типа.
Основа экономики — сельское хозяйство.
Действует школа (Советская ул., 9).

## Транспорт
На южной окраине хутора находится платформа Ковылкин на железнодорожной линии Волгоград — Лихая (Каменск-Шахтинский). 
В двух километрах к северу проходит автодорога Волгоград — Каменск-Шахтинский (европейский маршрут E40)